# Euthalia dharma
Euthalia dharma är en fjärilsart som beskrevs av Walter Karl Johann Roepke 1938. Euthalia dharma ingår i släktet Euthalia och familjen praktfjärilar. Inga underarter finns listade i Catalogue of Life.